# (5910) Zátopek
(5910) Zátopek est un astéroïde de la ceinture principale. Il est nommé en l'honneur du quadruple champion olympique tchécoslovaque Emil Zátopek.

## Description
(5910) Zátopek est un astéroïde de la ceinture principale. Il fut découvert le 29 novembre 1989 à l'Observatoire Kleť par Antonín Mrkos. Il présente une orbite caractérisée par un demi-grand axe de 2,28 UA, une excentricité de 0,14 et une inclinaison de 5,0° par rapport à l'écliptique.

## Compléments